# Jennifer Melfi
Dr. Jennifer Melfi, M.D., interprétée par Lorraine Bracco, est un personnage fictif de la série télévisée d'HBO Les Soprano.
Elle est la psychiatre de Tony Soprano.

## Biographie
Jennifer Melfi vient d'une famille aisée, originaire de Caserte. Elle est diplômée de l'université Tufts.
Son ex-mari, Richard LaPenna, gère une association pour défendre une représentation plus favorable des Italo-américains. Leur fils, Jason, étudie à Bard College et doute sur son orientation professionnelle.
Son personnage représente une autre facette de la communauté italo-américaine, plus en phase avec la société américaine actuelle, par opposition au repli communautaire représenté par Tony Soprano et ses associés.
Dévouée à son travail, le Dr. Melfi tente d'aider son patient au maximum de ses capacités, et ce en dépit du comportement souvent irrespectueux qu'il peut avoir à son égard, ou des mises en garde de son entourage. Au fil des saisons, elle noue avec Tony une relation particulière, alternant des périodes de fascination, de séduction et de répulsion. Celle-ci met régulièrement son professionnalisme, voire sa santé mentale, à rude épreuve.
De tous les personnages de la série, elle est probablement celle qui parvient le mieux à le cerner.
Le Dr. Melfi est elle-même suivie par un psychiatre, le Dr. Eliott Kupferberg.